# Ванде Валле, Филипп
Филипп ванде Валле (нидерл. Philippe Vande Walle; 22 декабря 1961, в Гози, Бельгия) — бельгийский футболист, вратарь известный по выступлениям за «Беерсхот», «Брюгге» и сборной Бельгии. Участник Чемпионата мира 1998 года.

## Клубная карьера
В 1979 году ванде Валле начал карьеру в клубе «Шарлеруа». В команде он провел всего сезон, будучи сменщиком нидерландского голкипера Криса Деккера. В 1980 году перешёл в «Брюгге». С первого же сезона он завоевал место основного вратаря и удерживал его за собой вплоть до сезона 1985/1986, когда основным стражем ворот стал Дани Верлинден. В «Брюгге» ванде Валле провёл 10 лет и помог клубу дважды выиграть чемпионат Бельгии, а также завоевать Кубок и трижды Суперкубок Бельгии. В 1987 году он был признан лучшим вратарем Бельгии по итогам сезона. В 1990 году ванде Валле перешёл в «Беерсхот». За клуб отыграл семь сезонов; во второй раз завоевал национальный кубок и в четвёртый раз стал обладателем Суперкубка. За команду провёл 235 матчей и забил 14 мячей, забивая в основном с пенальти. По итогам сезона 1996/1997 во второй раз был признан лучшим голкипером страны.
Летом 1997 года ванде Валле отправился в «Льерс», но уже через полгода перешёл в «Эйндрахт Альтц». В 1999 годувернулся в «Брюгге», где и завершил карьеру по окончании сезона.

## Карьера в сборной
24 апреля 1996 году в товарищеском матче против сборной России ванде Валле дебютировал за сборную Бельгии. В 1998 году он был включен в заявку национальной команды на участие в Чемпионате мира во Франции. На турнире он был сменщиком Филипа де Вильде и отыграл только заключительный поединок группового этапа против сборной Южной Кореи. За сборную Филипп сыграл 8 матчей, почти все которые были товарищеские.

## Достижения
Командные
 «Брюгге»
- Чемпион Бельгии (2): 1988, 1990
- Обладатель Кубка Бельгии (1): 1986
- Обладатель Суперкубка Бельгии (3): 1980, 1986, 1988

 «Беерсхот»
- Обладатель Кубка Бельгии (1): 1997
- Обладатель Суперкубка Бельгии (1): 1997

Индивидуальные
- Лучший вратарь Жюпиле лиги — 1986/1987
- Лучший вратарь Жюпиле лиги — 1995/1996